# Styringomyia ysabellae
Styringomyia ysabellae är en tvåvingeart som beskrevs av Hynes 1987. Styringomyia ysabellae ingår i släktet Styringomyia och familjen småharkrankar. Inga underarter finns listade i Catalogue of Life.